# Badminton Nederland
Badminton Nederland ist die oberste nationale administrative Organisation in der Sportart Badminton in den Niederlanden. Der Verband wurde 1931 als Nederlandse Badminton Bond (NBB) gegründet und 2010 in Badminton Nederland umbenannt.

## Geschichte
Badminton wurde in den Niederlanden erstmals in den 1920er Jahren gespielt. Am 15. November 1931 folgte die Gründung des nationalen Verbandes in Noordwijk. 1936 wurde der NBB Gründungsmitglied der Badminton World Federation, damals als International Badminton Federation bekannt. Durch den Zweiten Weltkrieg wurde die Entwicklung des Sports im Land jäh gestoppt. Nach dem Krieg konnte jedoch nahtlos an die Vorkriegsjahre angeknüpft werden. 1967 wurde der NBB Gründungsmitglied des kontinentalen Dachverbands Badminton Europe, damals noch unter dem Namen European Badminton Union firmierend. Am 30. Januar 2010 wurde der NBB in Badminton Nederland umbenannt.

## Bedeutende Veranstaltungen, Turniere und Ligen
- Dutch Open
- Dutch International
- Dutch Juniors
- Eredivisie
- NBB Cup
- Niederländische Meisterschaft
- Niederländische Meisterschaft der Junioren

## Bedeutende Persönlichkeiten
- Rob Ridder